# A Toda Velocidad
A Toda Velocidad (On The Fastrack) es una tira de prensa humorística de origen estadounidense dibujada por Bill Holbrook desde 1984 y distribuida por King Features Syndicate. Está ambientada en la empresa ficticia "La Veloz, S. A." (en inglés Fastrack Inc.) y ofrece un enfoque humorístico y a veces surrealista sobre el ambiente laboral e informático en las grandes empresas, en un tono comparable al de Dilbert. A Toda Velocidad ha llegado a publicarse hasta en 75 periódicos alrededor del mundo, incluyendo El Vocero de Puerto Rico y El Siglo de la República Dominicana.

## Personajes principales
Entre sus personajes principales se pueden citar:
- Wanda (conocida como Wendy en su idioma original), asistente de la gerente.
- Arturo (Art), empleado que llega a ser esposo de Wanda y con quien procrea a Patina y Rusty.
- Rosa (Rose), la gerente.
- Bob.
- Melody.